# Allograpta purpureicollis
Allograpta purpureicollis är en tvåvingeart som först beskrevs av Frey 1946.  Allograpta purpureicollis ingår i släktet Allograpta och familjen blomflugor. Inga underarter finns listade i Catalogue of Life.